# قسطنطين ميكا
قسطنطين ميكا (بالإنجليزية: Constantine Mika)‏ هو لاعب دوري الرغبي نيوزيلندي، ولد في 14 سبتمبر 1989 في أوكلاند في نيوزيلندا.